# Egg (Röthenbach)
Egg (westallgäuerisch: uf Eg oder in Eg) ist ein Gemeindeteil der Gemeinde Röthenbach (Allgäu) im bayerisch-schwäbischen Landkreis Lindau (Bodensee).

## Geographie
Das Dorf liegt circa einen Kilometer nordwestlich des Hauptorts Röthenbach und zählt zur Region Westallgäu.

## Geschichte
Durch den heutigen Ort verlief die frühzeitliche Römerstraße Kempten–Bregenz. Egg wurde urkundlich erstmals im Jahr 1290 erwähnt. Der Ortsname leitet sich vom mittelhochdeutschen Wort egg für Spitze bzw. Ende einer Sache ab. 1769 fand die Vereinödung in Egg mit zehn Teilnehmern statt. Der Ort gehörte einst dem Gericht Grünenbach in der Herrschaft Bregenz an. Im Jahr 2018 wurde die Marienkapelle im Ort erbaut.